# Тохироб
Тохироб (тадж. Тоҳироб; до 31 июля 2023 года — Таирсу) — река, протекающая по территории Хатлонской области Таджикистана. Правый приток Сурхоб (бассейн Пянджа). Крупнейший приток Саргазон (левый, 49 км).
Длина — 118 км. Площадь водосбора — 1860 км². Средневзвешенная высота водосбора — 1100 м. Среднеквадратичное отклонение — 350 м. Расход воды — 9,97 м³/с.

## География
Согласно данным справочника «Ресурсы поверхностных вод СССР» (1971) изреженная растительность и полупустынные зоны занимают 8,6 % от общей площади бассейна Тохироба. Густой травяной покров, субальпийские и альпийские луга занимают 54,3 %, леса, заросли кустарника и редколесье — 11,4 %, культурные земли — 25,7 %. Площадь бассейна с преобладанием горных пород делится следующим образом:
1. Мелкозём, суглинки, супеси, суглинистые и супесчаные отложения — 3,0 %
2. Галечники и пески — 0,2 %
3. Сланцы, глины, алевролиты — 30 %
4. Песчаники, конгломераты — 66,8 %

## Гидрография
Количество рек протяжённостью менее 10 км расположенных в бассейне Тохироба — 41, их общая длина составляет 85 км. Площадь водосбора — 1860 км², у села Шахбур — 460 км². Среднесуточный расход воды — 9,97 м³/с, Максимальный расход — 19,0 м³/с (1954), минимальный — 2,08 м³/с (1964).
Коэффициент внутригодового стока — 0,06. Месяц с наибольшим стоком — март. 4 % от годового стока приходится на период с июля по сентябрь. Тип питания — снего-дождевое.
Таирсу входит в III группу рек с летним лимитирующим сезоном. В таблице приведены следующие характеристики стока реки (место измерения село Шахбур).
| Водность года | Месячный сток (%) | Месячный сток (%) | Месячный сток (%) | Месячный сток (%) | Месячный сток (%) | Месячный сток (%) | Месячный сток (%) | Месячный сток (%) | Месячный сток (%) | Месячный сток (%) | Месячный сток (%) | Месячный сток (%) |
| Водность года | I                 | II                | III               | IV                | V                 | VI                | VII               | VIII              | IX                | X                 | XI                | XII               |
| ------------- | ----------------- | ----------------- | ----------------- | ----------------- | ----------------- | ----------------- | ----------------- | ----------------- | ----------------- | ----------------- | ----------------- | ----------------- |
| Средний       | 7,9               | 13,2              | 18,8              | 26,0              | 14,1              | 2,6               | 1,9               | 1,4               | 1,5               | 2,4               | 4,3               | 5,9               |

### Комментарии
1. ↑  отношение величины стока за период июль-сентябрь к величине стока за период март-июнь